# Tell Nasri
Tell Nasri (arabisch تل نصري, DMG Tall Naṣrī), auch Walto (ولطو, DMG Walṭū, syrisch-aramäisch ܘܐܠܛܘ Walṭo), ist eine am Fluss Chabur gelegene Ortschaft im nordöstlichen Syrien im Gouvernement al-Hasaka. Sie liegt 1,5 km südlich von Tell Tamer, wo sich der Sitz des Distrikts (Nahiya) befindet, und etwa 38,5 km nördlich der Stadt al-Hasaka. Vor dem Bürgerkrieg in Syrien hatte Tell Nasri rund 1000 Einwohner, großenteils Chabur-Assyrer, doch lebten nach dem Ende der Terrorherrschaft des Daesch (IS), der sämtliche Häuser zerstörte, hier im Jahre 2019 nur noch fünf Menschen.

## Geschichte
Tell Nasri oder Walṭo wurde wie die anderen Dörfer der Chabur-Assyrer in den 1930er Jahren von assyrischen Flüchtlingen aus dem Raum Hakkâri gegründet, die alle der Assyrischen Kirche des Ostens angehörten. Die Gründer des Ortes gehörten zum Stamm Walṭo, der wiederum zum größeren Stamm der oberen Tyari gehörte. Sie stammten aus vier Dörfern der Walṭwaye – „Leute von Walṭo“ – in den Bergen von Hakkâri: Rišənera, Mata d-Mat-Maryam, Sərṭa und Xədyān. 1934 wurde die Wallfahrtskirche Mat-Maryam (Sankt Marien) aus Lehm errichtet, doch entstand Ende des 20. Jahrhunderts aus Beton eine neue, von weitem sichtbare Kirche Mart-Meryem mit zwei hohen Türmen, die als größte aller Kirchen der Assyrischen Kirche des Ostens in Syrien galt. Mit etwa 1000 Einwohnern war Tell Nasri das drittgrößte Dorf der Chabur-Assyrer nach Halmun (Tell Dschemah) und Tell Tamer.
Im Bürgerkrieg in Syrien griff die islamistische Terrororganisation Daesch (IS) am 23. Februar 2015 die assyrischen Dörfer am Chabur an und eroberte trotz Gegenwehr kurdischer und assyrischer Einheiten der Demokratischen Kräfte Syriens innerhalb von drei Tagen das ganze Gebiet, also auch Tell Nasri. Alle Einwohner verließen vor der drohenden Terrorherrschaft den Ort. Die Islamisten zerstörten sämtliche Wohnhäuser der Chabur-Assyrer. Am Ostersonntag, dem 5. April 2015, versuchten Einheiten der Demokratischen Kräfte Syriens vergeblich, den Ort wieder einzunehmen. An diesem Tag sprengten die Islamisten um 9 Uhr früh die Marienkirche, die seitdem ebenso wie ein Großteil der Wohnhäuser in Ruinen steht. Im Mai 2015 gelang es den Demokratischen Kräften Syriens auf Grund US-amerikanischer Luftangriffe gegen Daesch, Tell Nasri zurückzuerobern. Nach dem Ende der Terrorherrschaft kehrten von ehemals 1000 Einwohnern (oder 650 im Jahre 2004 laut Volkszählung) fünf Personen – Mitglieder einer Familie – bis 2019 nach Tell Nasri zurück.

## Name
Der Name Tell Nasri ist abgeleitet aus dem Arabischen تل / tall / ‚Hügel‘ und نصري / naṣrī / ‚Nazarener‘ (islamische Bezeichnung für „Christ“), kann also mit „Hügel der Christen“ übersetzt werden.